# Jesús del Muro
Jesús del Muro López (* 30. November 1937 in Guadalajara; † 3. Oktober 2022) war ein mexikanischer Fußballspieler, der in der Abwehr agierte. Unmittelbar nach dem Ende seiner aktiven Laufbahn war er über einen Zeitraum von knapp 30 Jahren als Trainer tätig.

## Spieler

### Verein
Del Muro begann seine Profikarriere 1957 bei Atlas Guadalajara, bei dem er acht Jahre lang unter Vertrag stand. Für die Saison 1965/66 wechselte er zu den Tiburones Rojos de Veracruz, bevor er zum CD Cruz Azul stieß, der in jenen Jahren zur besten Mannschaft von Mexiko heranreifte. Mit Ausnahme der Saison 1969/70, in der er beim Deportivo Toluca FC unter Vertrag stand, spielte er bis zum Ende seiner aktiven Laufbahn in der Saison 1971/72 ausschließlich für Cruz Azul. 

### Nationalmannschaft
Sein Debüt in der mexikanischen Nationalmannschaft gab Jesús del Muro beim Eröffnungsspiel der Fußball-Weltmeisterschaft 1958 gegen Gastgeber Schweden, das mit 0:3 verloren wurde. Er bestritt auch die beiden anderen Spiele Mexikos bei der WM 1958 und ebenso alle Spiele bei der Fußball-Weltmeisterschaft 1962. In diesen sechs Spielen besetzte er stets die Position des rechten Außenverteidigers. Sein siebtes und letztes WM-Spiel bestritt er bei der Fußball-Weltmeisterschaft 1966 gegen Gastgeber England (0:2) als Innenverteidiger. 

## Trainer
Unmittelbar nach dem Ende seiner aktiven Laufbahn hatte er Trainerengagements bei Toluca, Pachuca und Jalisco, ehe er über einen Zeitraum von mehr als 20 Jahren diverse Jugendauswahlmannschaften trainierte. 